# 7 Walkers (album)
7 Walkers je eponymní studiové album skupiny 7 Walkers. Jde o debutové a zatím jediné album této skupiny. Jeho nahrávání probíhalo během roku 2010, přičemž produkce se ujal Papa Mali. Během nahrávání ze skupiny odešel baskytarista Reed Mathis a nahradil ho George Porter, Jr., ten hraje v pouze v jedné skladbě. Jako host hraje ve skladbě „King Cotton Blues“ Willie Nelson. Několika texty na album přispěl Robert Hunter, dlouholetý spolupracovník skupiny Grateful Dead. Album vyšlo na CD a LP 2. listopadu 2010 u vydavatelství Response Records.

## Seznam skladeb
| Pořadí | Název                         | Autor                                          | Délka |
| ------ | ----------------------------- | ---------------------------------------------- | ----- |
| 1.     | WYAT Radio / Cane River Waltz | Welbourne                                      | 0:33  |
| 2.     | Sue from Bogalusa             | Welbourne, Kreutzmann, Hunter                  | 3:30  |
| 3.     | King Cotton Blues             | Welbourne, Kreutzmann, Hunter, Hubbard         | 8:34  |
| 4.     | (For the Love of) Mr. Okra    | Welbourne, Kreutzmann, Hubbard, Mathis         | 3:12  |
| 5.     | Chingo!                       | Welbourne, Kreutzmann, Hunter, Porter          | 7:20  |
| 6.     | Louisiana Rain                | Welbourne, Kreutzmann, Hunter                  | 8:07  |
| 7.     | Someday You'll See (Prelude)  | Welbourne                                      | 4:02  |
| 8.     | New Orleans Crawl             | Welbourne, Kreutzmann, Hunter                  | 5:46  |
| 9.     | Evangeline                    | Welbourne, Kreutzmann, Hunter                  | 8:24  |
| 10.    | Hey Bo Diddle                 | Welbourne, Kreutzmann, Hunter                  | 4:54  |
| 11.    | Airline Highway               | Welbourne, Kreutzmann, Hubbard, Mathis         | 1:16  |
| 12.    | Someday You'll See            | Welbourne                                      | 3:03  |
| 13.    | 7 Walkers                     | Welbourne, Kreutzmann, Hunter, Hubbard, Mathis | 5:53  |

## Obsazení
7 Walkers
- Bill Kreutzmann – bicí, perkuse
- Papa Mali – kytara, zpěv
- Matt Hubbard – klávesy, harmonika, pozoun, doprovodný zpěv
- Reed Mathis – baskytara
- George Porter, Jr. – baskytara v „Chingo!“

Ostatní hudebníci
- Willie Nelson – kytara, zpěv v „King Cotton Blues“
- John Bush – perkuse v „Chingo!“
- Jane Bond – doprovodný zpěv v „New Orleans Crawl“
- Steve Johnson – saxofon, trubka v „New Orleans Crawl“